# Moxonidina
La moxonidina è un composto chimico di formula C9H12ClN5O.

## Storia
Venne approvata per la prima volta nel 1991.

## Caratteristiche strutturali e fisiche
Si tratta di un composto organoalogenato appartenente alla classe delle pirimidine.
| N. di atomi pesanti                  | 16            |
| N. di donatori di legami a idrogeno  | 2             |
| N. di accettori di legami a idrogeno | 4             |
| N. di legami ruotabili               | 3             |
| Massa monoisotopica                  | 241,0730377 u |
| Superficie polare                    | 71,4 Å²       |

## Reattività e caratteristiche chimiche

### Spettri analitici
- GC-MS[4]
- MS-MS[5][6]
- LC-MS[7]

## Farmacologia

### Farmacocinetica
Negli esseri umani, circa il 90% di una dose orale di moxonidina viene assorbito. Non è soggetta a metabolismo di primo passaggio e la sua biodisponibilità è dell'88%. L'assunzione di cibo non interferisce con la farmacocinetica della moxonidina. La moxonidina viene metabolizzata dal 10% al 20%, principalmente in 4,5-diidromoxonidina e in un derivato guanidinico attraverso l'apertura dell'anello imidazolina.
L'effetto ipotensivo della 4,5-diidromoxonidina è solo 1/10, e quello del derivato guanidinico è inferiore a 1/100 rispetto a quello della moxonidina. I livelli plasmatici massimi di moxonidina vengono raggiunti tra 30 e 180 minuti dopo l'assunzione di una compressa rivestita. Il volume di distribuzione del farmaco è di 1,8±0,4 L/kg.
Solo circa il 10% della moxonidina si lega alle proteine plasmatiche (Vd ss = 1,8 ± 0,4 L/kg). L'ossidazione sul gruppo metilico (anello pirimidinico) o sull'anello imidazolo della moxonidina porta alla formazione del metabolita idrossilmetil moxonidina o del metabolita idrossi moxonidina.
Il metabolita idrossi moxonidina può subire ulteriori ossidazioni per formare il metabolita diidrossi o può perdere acqua per formare il metabolita diidrogenato della moxonidina, che a sua volta può subire ulteriori ossidazioni per formare un N-ossido. Oltre a questi metaboliti di fase I, è evidente anche il metabolismo di fase II della moxonidina con la presenza di un metabolita di coniugazione con cisteina privo di cloro.
Tuttavia, l'identificazione del metabolita idrossi moxonidina con un alto livello di metabolita diidrogenato della moxonidina nei campioni di urina umana suggerisce che la deidrogenazione dal metabolita idrossi al metabolita diidrogenato rappresenti la via metabolica principale negli esseri umani. Non sono ancora stati determinati i citocromi P450 responsabili del metabolismo della moxonidina negli esseri umani.
In definitiva, il composto madre moxonidina è stato osservato come il componente più abbondante in diverse matrici biologiche di campioni di escrezione urinaria, confermando che il metabolismo svolge solo un ruolo modesto nella clearance della moxonidina negli esseri umani.
La moxonidina e i suoi metaboliti vengono eliminati quasi interamente attraverso i reni. Più del 90% della dose viene eliminato attraverso i reni nelle prime 24 ore dopo la somministrazione, mentre solo circa l'1% viene eliminato attraverso le feci. L'escrezione renale cumulativa di moxonidina invariata è di circa il 50-75%.
La emivita plasmatica media di eliminazione della moxonidina è di 2,2-2,3 ore, mentre l'emivita di eliminazione renale è di 2,6-2,8 ore. Nei pazienti anziani, l'esposizione (AUC) alla moxonidina aumenta di circa il 50% dopo una singola dose e allo steady state, pertanto dovrebbero essere utilizzate dosi inferiori di moxonidina per il trattamento dell'ipertensione.
Viene somministrato due volte al giorno a causa della breve emivita. Tuttavia, è necessario apportare adeguamenti di dosaggio inferiori e monitoraggio attento nei pazienti anziani e con compromissione renale a causa di una ridotta clearance. In particolare, l'esposizione AUC può aumentare di circa il 50% dopo una singola dose e allo steady state nei pazienti anziani e con una funzione renale moderatamente compromessa con un GFR tra 30-60 mL/min, possono causare aumenti dell'AUC dell'85% e riduzioni della clearance al 52%.
In caso di funzione renale moderatamente compromessa (GFR 30-60 mL/min), l'AUC aumenta dell'85% e la clearance diminuisce al 52%. In tali pazienti, l'effetto ipotensivo della moxonidina dovrebbe essere attentamente monitorato, soprattutto all'inizio del trattamento.

### Farmacodinamica
È un agonista dei recettori imidazolina/α-2 utilizzato per trattare l'ipertensione, in particolare nei casi in cui gli inibitori dell'enzima di conversione dell'angiotensina, i β-bloccanti, i bloccanti dei canali del calcio e i tiazidici non siano appropriati o non garantiscono un controllo adeguato della pressione sanguigna. La moxonidina agisce a livello del sistema nervoso centrale, specificamente interagendo con i recettori I1-imidazolina e alfa-2-adrenergici nella medulla rostrale ventrolaterale.
La moxonidina stimola i recettori alfa-2-adrenergici centrali, causando la soppressione simpaticoadrenale e una conseguente riduzione della pressione sanguigna. Inoltre, è stato scoperto che la moxonidina può anche sopprimere l'attività simpaticoadrenale attraverso una seconda via che coinvolge un bersaglio farmacologico specifico per le imidazoline. In particolare, la moxonidina si lega al recettore di imidazolina di tipo 1 e, in misura minore, ai recettori alfa-2-adrenergici nella RSV, riducendo l'attività simpatica, la resistenza vascolare sistemica e quindi la pressione arteriosa.
Inoltre, la moxonidina si differenzia dagli altri antipertensivi ad azione centrale poiché ha una bassa affinità per i recettori alfa-2-adrenergici centrali, che sono considerati il bersaglio molecolare principale per gli effetti collaterali comuni come sedazione e secchezza delle fauci.

### Effetti del composto e usi clinici
Farmaco impiegato per il trattamento dell'ipertensione essenziale o primaria lieve-moderata ed è efficace come la maggior parte degli antipertensivi di prima linea quando usata come monoterapia.

### Controindicazioni ed effetti collaterali
La moxonidina è controindicata in caso di ipersensibilità nota a uno degli ingredienti, insufficienza cardiaca, grave compromissione renale, età inferiore ai 16 anni, età superiore ai 75 anni, bradicardia, grave bradiaritmia, sindrome del seno malato, blocco atrioventricolare di II o III grado, aritmie maligne. Deve essere utilizzata con cautela nei pazienti con precedente storia di malattia coronarica grave, angina instabile, edema angioneurotico.
Si consiglia di evitare l'uso durante la gravidanza e durante l'allattamento a meno che il beneficio non giustifichi chiaramente il rischio poiché il composto si trasferisce nel latte materno. La mancanza di esperienza terapeutica specifica nei casi di claudicatio intermittens, malattia di Raynaud, morbo di Parkinson, disturbi epilettici, glaucoma e depressione suggerisce che la moxonidina non dovrebbe essere utilizzata in tali situazioni.
In generale, la moxonidina è ben tollerata, con secchezza delle fauci e mal di testa come effetti avversi più comuni. I sintomi da sovradosaggio sono correlati alle proprietà farmacodinamiche: ipotensione, sedazione, disregolazione ortostatica, bradicardia, secchezza delle fauci, senza un trattamento specifico noto.

### Tossicologia
Non sembra esserci una significativa cancerogenicità e genotossicità.

### Interazioni
L'assunzione contemporanea di altri ipotensivi o di sedativi e ipnotici può potenziare l'effetto ipotensivo e intensificare la sedazione, rispettivamente. Evitare l'uso contemporaneo di antidepressivi triciclici per evitare una riduzione dell'efficacia della moxonidina.